# 1932년 독일 대통령 선거
1933년 독일 대선은 1933년 3월 13일과 4월 10일 치러진 바이마르 공화국의 대통령 선거로, 파울 폰 힌덴부르크 대통령이 재선하였다.

## 배경
당시 공화정에 회의적이었던 힌덴부르크 대통령은 고령과 건강 문제로 재선에 도전하지 않으려 했으나, 아돌프 히틀러의 인기에 그를 막으라는 여론에 힘입어 출마하게 된다

## 1차 투표
| 대통령 후보               | 정당        | 득표수     | 지지율   |
| ------------------------- | ----------- | ---------- | -------- |
| 파울 폰 힌덴부르크        | 무소속      | 18,651,497 | 49.6%    |
| 아돌프 히틀러             | 나치당      | 11,339,446 | 30.1%    |
| 에른스트 텔만             | 독일 공산당 | 4,938,341  | 13.2%    |
| 테오도르 도이스테르베르그 | 철모단      | 2,577,729  | 6.8%     |
| 기타                      | 기타        | 116,304    | 0.3%     |
| 계                        | 계          | 37,603,317 | 100.00 % |

## 2차 투표
| 대통령 후보        | 정당        | 득표수     | 지지율   |
| ------------------ | ----------- | ---------- | -------- |
| 파울 폰 힌덴부르크 | 무소속      | 19,359,983 | 53%      |
| 아돌프 히틀러      | 나치당      | 13,418,547 | 36.8%    |
| 에른스트 텔만      | 독일 공산당 | 3,706,759  | 10.2%    |
| 기타               | 기타        | 5,474      | 0.02%    |
| 계                 | 계          | 36,490,761 | 100.00 % |